# ثيرفيرويلا
بلدية ثيرفيرويلا (بالإسبانية: Cerveruela) هي بلدية تقع في مقاطعة سرقسطة التابعة لمنطقة أراغون شمال شرق إسبانيا.

## الديموغرافيا
بلغ عدد سكان بلدية ثيرفيرويلا 46 نسمة عام 2011 (وفقاً للمعهد الوطني الإسباني للإحصاء).
| 6 | 6 | 25 | 34 | 38 | 41 | 46 |